# Operación externa

Árbol de clasificación

Se dice que una operación matemática es una operación externa en una operación binaria si la aplicación entre los conjuntos es de la forma:
1. {\displaystyle \star :\;B\times A\to A\;}, ley de composición externa a la izquierda
2. {\displaystyle \star :\;A\times B\to A\;},  ley de composición externa a la derecha[1]
3. {\displaystyle \star :\;A\times A\to B\;}
4. {\displaystyle \star :\;A\times B\to C\;},

siendo {\displaystyle \star } la operación binaria, que representamos:
{\displaystyle a\star b\;\to \;c\;,\quad \star (a,b)\;\to \;c\;,\quad (a,b)\;{\xrightarrow {\star }}\;c}
por oposición a la forma de la aplicación:
{\displaystyle {\begin{array}{rccl}\circledcirc :&A\times A&\longrightarrow &A\\&(a,b)&\longmapsto &c=a\circledcirc b\end{array}}}
Donde a cada par ordenado (a,b) le corresponde un c, siendo a, b y c elementos de A. Que se denomina Operación interna o ley de composición interna.

## Primer caso
Dada una Operación binaria de la forma:
{\displaystyle {\begin{array}{rccl}\star :&B\times A&\longrightarrow &A\\&(k,a)&\longmapsto &b=k\star a\end{array}}}
donde a cada par ordenado:
{\displaystyle (k,a)\in B\times A\;}
se le asocia un elemento
{\displaystyle b\in A}
En este caso se denomina ley de composición externa a la izquierda; los elementos de B, son para los elementos de A,operadores o multiplicadores a la izquierda. 

### Ejemplo
Tomando el conjunto R de números reales, y el conjunto V3 de los vectores de tres dimensiones, y la operación del producto de un escalar por un vector:
{\displaystyle {\begin{array}{rccl}\cdot :&\mathbb {R} \times V_{3}&\longrightarrow &V_{3}\\&(k,{\vec {a}})&\longmapsto &{\vec {b}}=k\cdot {\vec {a}}\end{array}}}
donde un vector:
{\displaystyle {\vec {a}}=(x,y,z)}
multiplicado por un escalar k de R:
{\displaystyle {\vec {b}}=k\cdot {\vec {a}}=k\cdot (x,y,z)=(kx,ky,kz)}

## Tercer caso
Dada una operación binaria de la forma:
{\displaystyle {\begin{array}{rccl}\star :&A\times A&\longrightarrow &B\\&(a,b)&\longmapsto &c=a\star b\end{array}}}
donde a cada par ordenado:
{\displaystyle (a,b)\in A^{2}\;}
le corresponde un elemento:
{\displaystyle c\in B}
también es una operación externa.

### Ejemplo
Dado el conjunto V3 de vectores en el espacio y el conjunto R de números reales, y la aplicación Producto escalar de vectores:
{\displaystyle {\begin{array}{rccl}\circ :&V_{3}\times V_{3}&\longrightarrow &\mathbb {R} \\&({\vec {a}},{\vec {b}})&\longmapsto &c={\vec {a}}\circ {\vec {b}}\end{array}}}
Cuya operación representamos:
{\displaystyle {\vec {a}}\circ {\vec {b}}=c}
dados los vectores:
{\displaystyle {\vec {a}}=(a_{x},a_{y},a_{z})}
{\displaystyle {\vec {b}}=(b_{x},b_{y},b_{z})}
el producto escalar de los dos vectores es:
{\displaystyle c={\vec {a}}\circ {\vec {b}}=(a_{x},a_{y},a_{z})\circ (b_{x},b_{y},b_{z})=a_{x}\cdot b_{x}+a_{y}\cdot b_{y}+a_{z}\cdot b_{z}}
que es un valor real.
La diferencia de números naturales es una operación externa, dado que los operandos naturales el resultado siempre será un entero.
{\displaystyle {\begin{array}{rccl}-:&\mathbb {N} \times \mathbb {N} &\longrightarrow &\mathbb {Z} \\&(a,b)&\longmapsto &c=a-b\end{array}}}
En la forma de la operación:
{\displaystyle c=a-b\;}
Para todo par ordenado (a,b) de números naturales, a su diferencia le corresponde un número c, entero, siendo c = a-b, es una aplicación matemática.